# Пурпурное Евангелие императрицы Феодоры
Пурпурное Евангелие императрицы Феодоры (Кодекс императрицы Феодоры, Кодекс 565) — рукописное Евангелие, созданное в IX веке в Константинополе в технике хризографии на листах пергамента, окрашенного пурпуром. Хранится в собрании Российской национальной библиотеки (Греч. 53).

## История
Рукопись создана в период раннего Македонского возрождения, начавшегося после периода иконоборчества. По преданию, рукопись была переписана императрицей Феодорой, сыгравшей важную роль в восстановлении иконопочитания в Византийской империи. Рукопись по своему высокому уровню исполнения была создана в императорском скриптории, возможно по заказу Феодоры. По легенде, Евангелие принадлежало Анне Комнине.
В Императорскую Публичную библиотеку рукопись поступила в 1829 году в качестве дара императору Николаю I от монастыря Иоанна Предтечи около турецкого селения Гюмюшхане.

## Описание рукописи
Рукопись выполнена на листах пергамента, окрашенного пурпуром, почти чёрного цвета. Основной текст написан минускулом, схолии написаны мелким унциалом. Основной текст выполнен золотом, схолии — серебром.
В XIII—XIV веках в кодекс были вставлены листы с изображениями евангелистов Марка, Матфея и Иоанна на неокрашенном пергаменте, в XVII веке — миниатюра с изображением евангелиста Луки на бумаге. На боковое поле л. 124 наклеен фрагмент миниатюры XI—XII веков с изображением положения во гроб. XVII веком датируются бумажные листы с таблицами канонов Евсевия.
Переплёт рукописи относится к XVII веку. Доски покрыты малиновой тканью и украшены серебряным окладом в технике скань с полудрагоценными камнями и эмалью.